# Manuel Salvadores de Blas
Manuel Salvadores de Blas (Madrid, 19 d'abril de 1874 - 3 de maig de 1946) fou un mestre i polític espanyol, governador civil durant la Segona República Espanyola.
Era doctor en Dret i Filosofia i Lletres, i treballà com a notari i professor de l'Institut Cardenal Cisneros. Militant del Partit Conservador i profundament monàrquic, exercí com a governador civil de la província de Còrdova fins a la proclamació de la Segona República Espanyola. Durant els darrers governs de la CEDA es va alinear amb Manuel Portela Valladares i fou nomenat governador civil de Castelló de la Plana (desembre de 1935-febrer de 1936) i de Palència (febrer de 1936).